# Сабаєво (Мішкинський район)
Саба́єво (рос. Сабаево, башк. Сабай) — присілок у складі Мішкинського району Башкортостану, Росія. Входить до складу Ур'ядинської сільської ради.
Населення — 216 осіб (2010; 265 у 2002).
Національний склад:
- татари — 96 %

У присілку народилася народна артистка Татарстану Фатіха Кульбарісова (1921-1981).